# Mohammed Hersi
Mohammed Hersi (somali: Maxamed Siciid Xirsi Moorgan)  (Qardho, 1949 - Nairobi, 28 de maig de 2025), conegut com a coronel Morgan i després com a general Morgan, fou un militar somali, gendre del president Siad Barre, que fou ministre de defensa de Somàlia. Fou acusat d'atrocitats durant el règim de Barre i la guerra civil del 1989 al 1991, i a la campanya del 1992 a Somàlia del sud-oest. Mohammed Said Hersi «Morgan» és considerat un criminal de guerra en molts llocs. Andrew Robathan, parlamentari britànic, va declarar el febrer del 2004 que era considerat generalment com a responsable de la matança d'Hargeisa. Un document independent del professor Kenneth Menkhaus de l'Alt Comissariat de l'ONU pels Refugiats (UNHCR) datat a l'agost del 2003 l'acusava directament i considerava que era un candidat a ser acusat en el futur de crims de guerra. No obstant cap càrrec s'ha presentat contra ell per una cort internacional.

## Biografia
Era membre del clan abdirahim, del clan majeerteen dels darod. Said Hersi va fer estudis militars a Itàlia i Estats Units d'Amèrica. Com a coronel fou comandant del sector de Mogadiscio on estaven estacionades les unitats d'elit, entorn del 1980 i després comandant del Boines Vermelles, la únitat formada al servei del règim i responsable de la surpressió de la revolta dels majeerteen del Front Democràtic de Salvació de Somàlia el 1982, amb repressió sobre tot el clan. Ja general del 1986 al 1988 fou comandant del 26è districte militar (Somalilàndia) i el setembre de 1990 fou nomenat ministre de defensa i vicepresident. El 1988 va dirigir la repressió de la revolta del Moviment Nacional Somali i se li va donar el nom de «Carnicer d'Hargeisa».
Després de la caiguda del govern el 26 de gener de 1991 Mohammed Said Hersi i Siad Barre van fugir de Mogadiscio cap al sud-oest, a Gabarharrey i Gedo, on van reagrupar l'exèrcit. Junt a Maslah Barre, fill de Siad Barre, va anar a Kenya per comprar armes als mercats negres. Les forces lleials a Barre, majoritàriament del clan marehan i les restes de l'exèrcit lleial, van formar el Front Nacional Somali (FNS) del que Morgan va esdevenir el president. L'abril de 1991 i l'abril de 1992 el Front va intentar recuperar Mogadiscio sense èxit. L'abril del 1991 Siad Barre va fugir a Kenya i Morgan va restar a Bardeere i va ocupar Baidoa en poder del Moviment democràtic Somali (rahanweyn) l'estiu del 1991. El MSD es va dividir en dos faccions i una d'elles es va aliar als hawiye de Muhammad Fara Hassan, àlies Aydid (i de Mohammed Ali Mahdi, autoproclamat president, i enfrontat a l'anterior) organitzats en el Congrés de la Somàlia Unificada; a partir del 1992 els partidaris de Barre dirigit per Morgan van cremar collites i pobles, van saquejar i matar gent i van desestructurar l'economia i es va produir una epidèmia de fam que va matar tres-centes mil persones.
Contra les forces de Morgan, a les que el MDS no podia combatre, va venir la milícia d'Aydid, aliada a una facció del MDS rahanweyn (l'altra estava aliada la facció de Mahdi); la milícia va actuar com a país ocupat i va destruir Baidoa que va canviar diverses vegades de mans. Morgan es va haver de retirar cap a la zona de la frontera amb Kenya. En el si de la milícia ogadeni del Moviment Patriòtic Somali (MPS) formada per antics militars ogadenis que havien trencat amb Barre, un sector dirigit pel general Aden Abdullahi Nur, àlies Gabiyow, antic ministre de defensa destituït per Siad Barre, es va aixecar contra el líder coronel Jess. Gabiyow i Jess van esdevenir enemics i el primer es va acostar a Morgan del Front Nacional Somali. Els partidaris de Barre van proclamar que el Moviment Patriòtic Somali seria el representant de tots els clans del grup darod al sud i molts darods lleials a Barre (majeerteens, dhulbahantes i warsangelis) van ingressar al moviment, diluint el gran pes inicial del subclan ogadeni. Ahmed Omar Jess preparava un congrés del moviment a Kishimayu quan es va assabentar que els oficials lleials a Barre planejaven una reunió allí de l'anomenat 21è Comitè (5 de gener de 1992). El Congrés que Jess volia celebrar no es va poder fer doncs Gabyow i Morgan, en unió, van atacar Kismaayu. Jess va resistir i va formar un nou Moviment Patriòtic Somali amb els originals dirigents ogadenis i va buscar renovar l'aliança amb el general Aydid
Amb l'arribada de les forces de l'ONU, el Congrés de la Somàlia Unificada (facció d'Aydid), del subclan habar gedir dels hawiye, i el Moviment Patriòtic Somali (MPS) de Jess, del subclan ogadeni dels darod, es van unir (junt amb la facció de Mohamed Nur Aliyou del Moviment Democràtic de Somàlia, i els dir del Moviment Nacional Somali del Sud) en una reunió feta a Bardeere i van formar l'Aliança Nacional Somali.
El General Gabyow (un ogadeni) i el general Morgan va organitzar als membres no ogadenis del MPS amb Gabyow com a President deixant a Morgan (cap del Front Nacional Somali) com a comandant de les milícies sobre el terreny. El primer es va establir a Nairobi dedicat a la política i el segon va restar al camp de batalla. L'organització estava formada per membres dels subclans o clans del grup darod: dartire, abasguul, aurtoble, majeerteens, warsangelis i dhulbahantes, amb alguns ogadenis (com el general Gabyow). Com que els tres darrers grups eren descendents d'Harti foren coneguts com els hartis (hartis del sud, per diferenciar-los dels del nord, que actualment són menys que els que viuen al sud). Jess va exercir algunes represàlies contra civils hartis a Kismaayu i rodalia. Amb suposat ajut de Kenya (que va fer ulls clucs a la violació de l'embargament d'armes establert pel consell de seguretat de l'ONU) Morgan, amb les forces del Front Nacional Somali, va reocupar la regió de Gedo i l'octubre de 1992 la ciutat de Bardeere on va exercir represàlies contra els que havien donat suport a Aydid.
A finals del 1992 les forces de la UNITAF dirigides pels Estats Units van bloquejar l'ofensiva de Morgan vers Baidoa. El general es va replegar cap a la rodalia de Kismaayu i a les zones fronteres amb Kenya. El gener de 1993 Morgan va atacar a les forces del Moviment Patriòtic Somali de Jess (part de l'Aliança Nacional Somali) prop de Kismaayu, amb soldats del Front Nacional de Somàlia (el moviment propi de Morgan, basat en el subclan marehan dels darod) i del seu aliat el Moviment Patriòtic de Somàlia-Gabiyow (clans harti). Els americans (amb la cooperació de les forces belgues) van utilitzar helicòpters per atacar a Morgan (25 de gener de 1993) i evitar el seu atac a Kishimayu on el coronel Jess cooperava amb l'UNITAF i havia concentrar els seus milicians i armes en camps controlats, i en canvi Morgan no ho havia fet.
El 8 de gener de 1993 fou firmant de l'acord preparatori sobre reconciliació nacional, patrocinat per l'ONU, i el 27 de març de 1993 de l'acord d'Addis Abeba, que no van evitar la continuació de la lluita.
Després de la derrota americana a la primera batalla de Mogadiscio, el desembre de 1993, Morgan, que s'havia rearmat aprofitant la fixació de l'ONU per Aydid, va entrar a Kismaayo, on va esperar tranquil·lament la sortida dels soldats de pau belgues estacionats a la ciutat. Des del 3 de març de 1995 quan va sortir el darrer soldat de l'ONU, Morgan va dominar la major part del Jubaland sense oposició (hi operaven també Siyad Hussein, el coronel Omar Jess, i Ahmed Hashi però evitava els enfrontaments amb les seves milícies).
Quan el Front Nacional Somali es va dividir en faccions per clans (marehans per una part, i altres enfront)
Morgan va perdre la presidència, i es va integrar plenament al Moviment Patriòtic Somali de Gabiyow del que va arribar a vicepresident a més de ser el cap militar.
Morgan va governar amb certa tranquil·litat del 1995 al 1998. El 3 de setembre de 1998 Morgan va anunciar que pretenia establir una regió autònoma de Jubaland amb centre a Kismaayu, i es va pronunciar per una federació o confederació que preservés la unitat sagrada de Somàlia, confederació a la que hauria d'unir-se la República de Somalilàndia. El procés d'aprofundiment de l'autonomia no va avançar a causa de les diferències entre els clans darods (majeerteen, harti, marehan i facaye) amb els guri (indígenes) i els galti (emigrants forasters)
El novembre de 1998 les milícies d'Husayn Aydid Jr. (cap de l'Aliança Nacional Somali successor del seu pare mort el 1996) van ocupar temporalment Kismaayo però al mateix temps, el 5 de novembre de 1998 l'ERR (Exèrcit de Resistència Rahaweyn) va capturar el districte de Waajid (sud-oest de Somàlia, a la regió de Bakool) que estava en mans de Husayn Aydid, i altres grups van atacar posicions d'Aydid, i aquest atacs van permetre a Morgan recuperar la ciutat. Morgan va cooperar en aquest temps amb els seus antics enemics majerteen del Front Democràtic de Salvació de Somàlia (FDSS).
Morgan fou expulsat de Kismaayu l'11 de juny de 1999 per les Forces Aliades Somalis dirigides per Ahmed Warsame, forces formades principalment pels clans ogadeni (Moviment Patriòtic Somali de Jess) i habar gedir (Aliança Nacional Somali) aliades ara al Front Democràtic de Salvació de Somàlia (majeerteen). Les forces Aliades Somalis van governar una part de Jubaland en els següents mesos.
El Moviment Patriòtic Somali de Jess, el Front Democràtic de Salvació de Somàlia, i grups de l'Aliança Nacional Somali es van unir en un nou grup anomenat Aliança de la Vall del Juba (Isbahaysiga Dooxada Jubba), nom adoptat el 18 de juny de 2001, creant un govern regional. El 6 d'agost del 2001 aquesta força va conquerir Jilib que estava en mans del Consell de Reconciliació i Restauració de Somàlia (abans Aliança Nacional Somali) de Hussein Mohammed Farah Aydid jr., i s'oposava al GNT. En absència de les forces militars de Kismaayo, del 6 al 7 d'agost del 2001 Morgan va recuperar la ciutat però en fou expulsat altre cop i va retornar a la seva base de Bulo Haji. Un altre atac el maig del 2004 fou també rebutjat. Morgan dominava part de la regió però no la capital i rodalia.
Entre el 2002 i el 2004 va participar en la conferència de pau i reconciliació de Nairobi que va establir (2004) el Govern Federal de Transició. El setembre del 2004 Morgan es va retirar de l'acord i va atacar Kismaayo. L'IGAD va decidir imposar sancions a Morgan per la seva retirada, i després d'uns dies de combats prop de la ciutat, Morgan fou convençut de retornar al procés de pau. Encara que no fou nomenat membre del parlament va restar fidel. Fou considerat un exemple d'impunitat dels crims de guerra i violacions dels drets humans. El maig del 2005 Morgan va sortir de Nairobi per visitar a la seva milícia a Somàlia i va conversar amb representants dels Congrés de la Somàlia Unificada-Aliança Nacional Somali amb els quals s'havia enfrontat anys abans. Va estar a Mogadiscio d' va sortir durant les lluites contra la Unió de Corts Islàmiques de Somàlia (febrer a juny del 2006). En aquest moment la seva milícia eren menys de mil homes (Morgan havia arribat a dirigir 54000 soldats quan fou ministre de defensa el 1990-1991). La seva milicia es va establir a Gode, Ogaden, sota protecció etíop.